# Quito Eterno

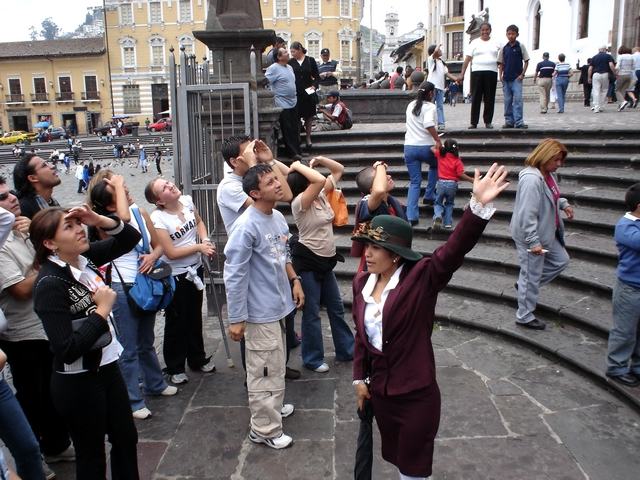
Personaje de "La Torera" en la plaza de San Francisco.

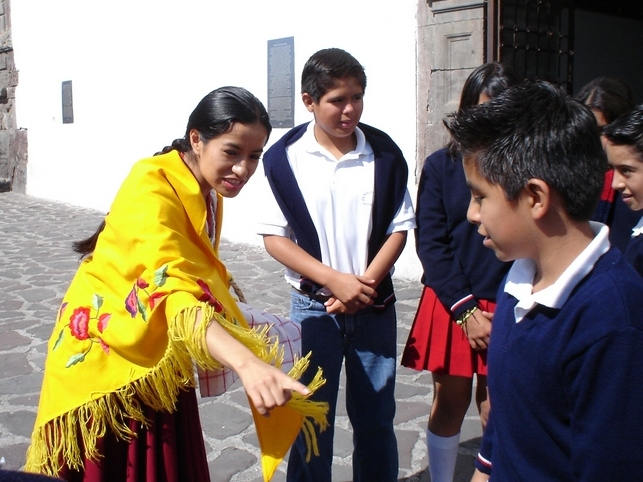
Personaje de "La Panadera".

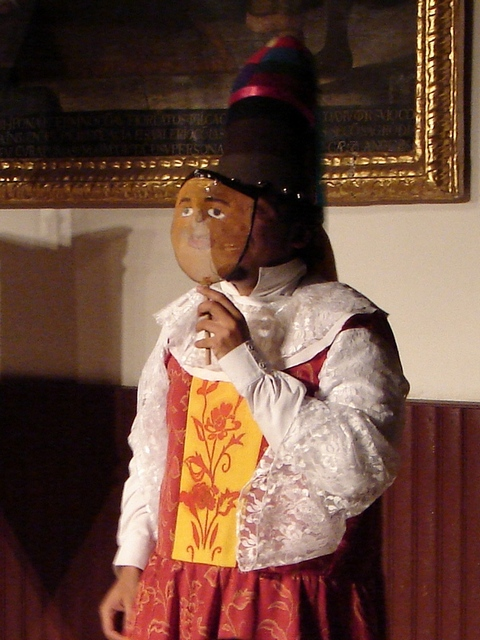
Personaje de "El Danzante" de la obra de teatro del mismo nombre, de Javier Cevallos, producida por Quito Eterno en 2008.

Quito Eterno inició su trabajo en 2002 como parte de la iniciativa educativa de la Corporación del Centro Histórico, entidad privada sin ánimo de lucro, en el centro histórico de Quito, Ecuador (declarado Patrimonio de la Humanidad por la Unesco en 1978).
Actualmente Quito Eterno es una fundación privada sin ánimo de lucro que tiene como misión  – a través de experiencias artísticas, pedagógicas y de investigación social – desarrollar procesos integrales y crear estrategias en el campo cultural-educacional, para promover el disfrute de los patrimonios, la construcción de ciudadanía y la convivencia social.
Es conocido en la ciudad de Quito por haber recreado a personajes de la ciudad (ej: Manuela Sáenz, Eugenio Espejo, el Chulla) para ser los anfitriones de este espacio histórico. Las Rutas de Leyenda se ofrecen principalmente a estudiantes de colegios y escuelas de Quito y Ecuador. Este servicio ha sido creado para promover el conocimiento del arte, historia y cultura de la ciudad en los espacios patrimoniales de Quito. A través de Rutas de Leyenda se han servido a decenas de miles de niños y jóvenes de Quito, Ecuador y otros países.
Quito Eterno ha liderado actividades de capacitación para estudiantes, vecinos del centro histórico y proyectos culturales y artísticos del país. Ha desarrollado proyectos en los que los personajes históricos recreados teatralmente han sido puestos en escena con fines educativos y de reflexión.
Los diferentes programas y actividades de Quito Eterno tienen como fundamento las siguientes ideas:
- Promover y desarrollar la educación alternativa para la interpretación y preservación del patrimonio cultural.
- Complementar al sistema de educación formal en el área de historia, cultura, arte y ciudadanía.
- Promover la tolerancia hacia la diversidad étnica y cultural.

Quito Eterno trabaja con la mayoría de museos, iglesias y conventos del centro histórico de Quito, apoyando con especial interés las nuevas iniciativas culturales. Su enfoque profesional y conocimiento profundo de los temas, así como el respeto hacia el entorno en el que trabaja, han hecho a Quito Eterno merecedor de la consideración y la amistad de muchos de los protagonistas del trabajo sobre patrimonio cultural en Quito. 
Las principales actividades de la organización son: 
- Rutas de Leyenda: visitas a los sitios representativos del patrimonio del CHQ conducidas por los personajes de la historia y tradición de Quito.
- Eventos culturales: Representaciones teatrales sobre personajes e historias de Quito.
- Talleres de capacitación: Se han realizado, por ejemplo, talleres para el desarrollo de proyectos de preservación cultural con jóvenes, en varias ciudades de Ecuador y capacitaciones barriales sobre patrimonio cultural, identidad y memoria.
- Programa de educación para el cambio social.
- Espectáculos teatrales y escénicos para instituciones educativas.
- Organización y Producción de eventos.
- Proyecto Editorial.